# الكسندر شين
الكسندر شين هو لاعب هوكي الجليد كازاخستاني، ولد في 21 نوفمبر 1985 في أوسكمان في كازاخستان.

## وصلات خارجية
- الكسندر شين على موقع EliteProspects.com (الإنجليزية)
- الكسندر شين على موقع Eurohockey.com (الإنجليزية)
- الكسندر شين على موقع HockeyDB.com (الإنجليزية)